# قيلومى قرن الغزال
قيلومى قرن الغزال (الاسم العلمي:Stylonema cornu-cervi) هي نوع من الطحالب الحمراء تتبع جنس القيلومى من الفصيلة القيلومية.